# Desastre de Ramstein
El desastre de Ramstein fue uno de los peores accidentes aéreos de la historia ocurridos en una exhibición de vuelo. Tuvo lugar frente a un público de 300 000 personas el 28 de agosto de 1988, durante la exhibición aérea Flugtag '88, realizada en la Base Aérea estadounidense de Ramstein en Ramstein (condado de Kaiserslautern, entonces Alemania del Oeste y hoy Alemania). 67 espectadores y 3 pilotos murieron, mientras que casi 500 personas resultaron heridas de diversa consideración por el fuego y la explosión resultantes.

## Antecedentes

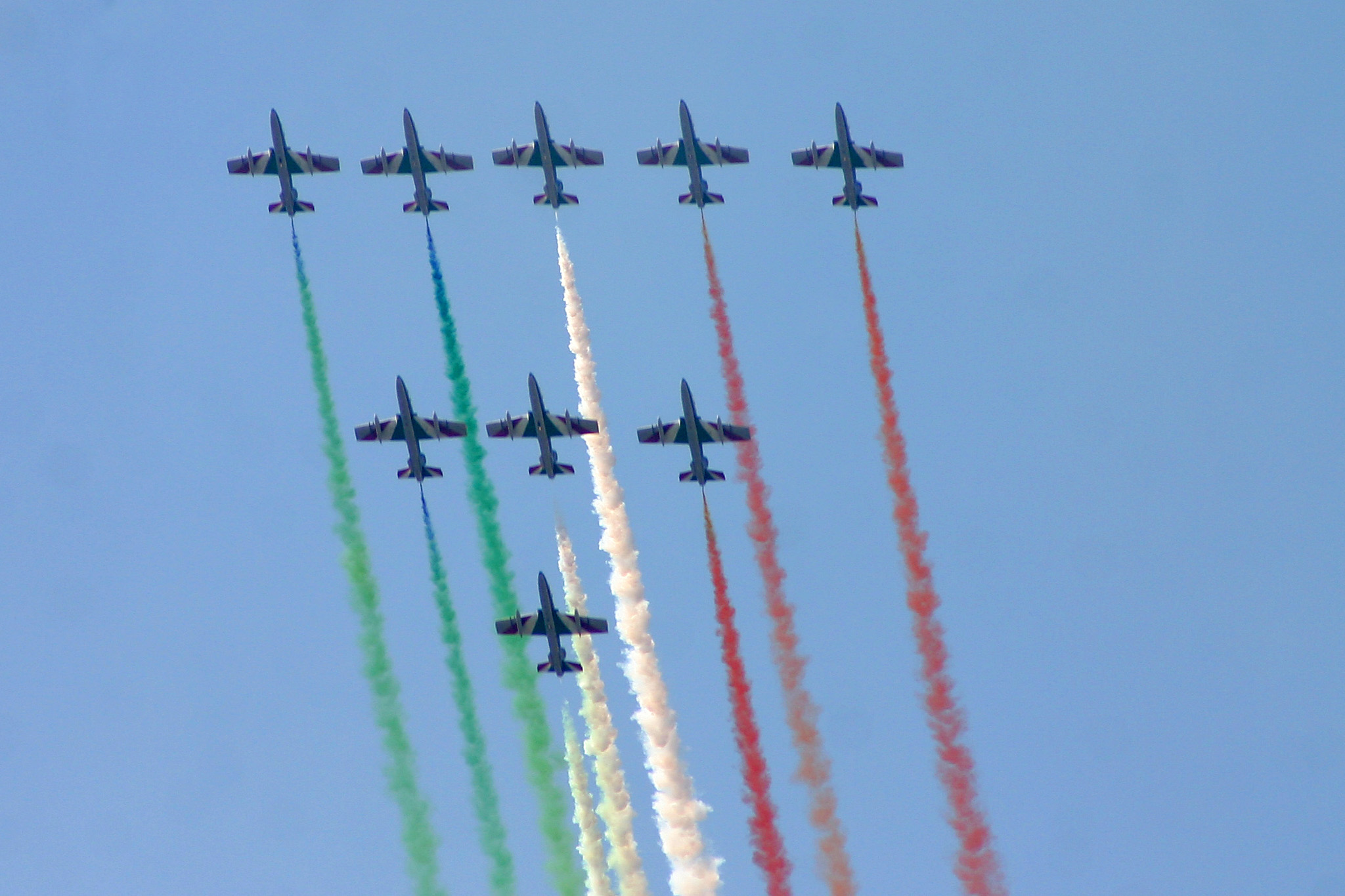
Actuación de los Frecce tricolori.

Diez cazas Aermacchi MB-339 del equipo acrobático (Pattuglia Acrobatica Nazionale) de la Aeronautica Militare Italiana, los Frecce Tricolori (Flechas Tricolores) realizaban una demostración de acrobacia que incluía el ejercicio "Cardioide" (un corazón atravesado). Durante este ejercicio, dos grupos de aviones crean la forma del corazón por encima de la pista principal. En el momento de cerrar la figura (por la parte inferior del corazón, a 45 metros de altura) los dos grupos se cruzan paralelos a la pista, mientras que el "solo" (nombre con el que se conoce al avión que hace maniobras en solitario) atraviesa el corazón en dirección a los espectadores.

## El accidente
La colisión aérea se produjo mientras los dos grupos de aviones se cruzaban en la parte baja, momento en que el «solo» chocó contra una de las formaciones. El avión solitario cayó a tierra, chocando contra una camioneta de helados y formando una gran bola de fuego. Otro de los aviones implicados se estrelló contra el helicóptero medicalizado que asistía el evento, hiriendo al copiloto, que murió días más tarde. El piloto se eyectó, pero murió al no abrirse a tiempo su paracaídas. El tercer aparato implicado, parcialmente desintegrado por la colisión, se desplomó sobre la pista principal. Después del accidente, los aviones restantes se reagruparon y aterrizaron en la Base Aérea de Sembach.

## Respuesta de los equipos de emergencia
De las 67 víctimas civiles registradas, 28 fueron alcanzadas por los escombros (antes de arder). Las  muertes restantes ocurrieron por graves quemaduras durante  la tragedia y en los días posteriores, siendo la última muerte el copiloto del helicóptero medicalizado. En total, unas 500 personas tuvieron que recibir tratamiento hospitalario.
La tragedia reveló serios defectos en el manejo de emergencias a gran escala de las autoridades civiles alemanas y militares estadounidenses y su cooperación. Las ambulancias alemanas tuvieron que esperar en la entrada de la base aérea y no pudieron ayudar de forma inmediata. El equipo de rescate fue criticado por su falta de coordinación y eficiencia. El centro de coordinación de rescates en Kaiserslautern no supo la magnitud de la tragedia hasta una hora después, aunque varios helicópteros médicos alemanes y ambulancias ya habían llegado a la zona y salido con pacientes. Los medios estadounidenses (ambulancias y helicópteros) fueron los más rápidos y de mayor capacidad para evacuar a las víctimas con quemaduras, pero no tenían suficiente capacidad para tratarlas o bien tuvieron dificultades para encontrarlas.[cita requerida] Más de dos horas después, los equipos médicos alemanes llegaban al hospital militar estadounidense de Landstuhl, encontrando gran cantidad de víctimas gravemente quemadas desatendidas. Un autobús que transportaba víctimas desatendidas llegó al hospital de Ludwigshafen, a ochenta kilómetros de distancia del lugar del accidente y que disponía de una unidad especializada en quemados, casi tres horas más tarde, con un conductor que no hablaba alemán y no conocía la zona. Los equipos de emergencia alemanes usaban catéteres intravenosos y vías incompatibles con las utilizadas por los estadounidenses, hecho que contribuyó a crear aún más confusión.

## Investigación

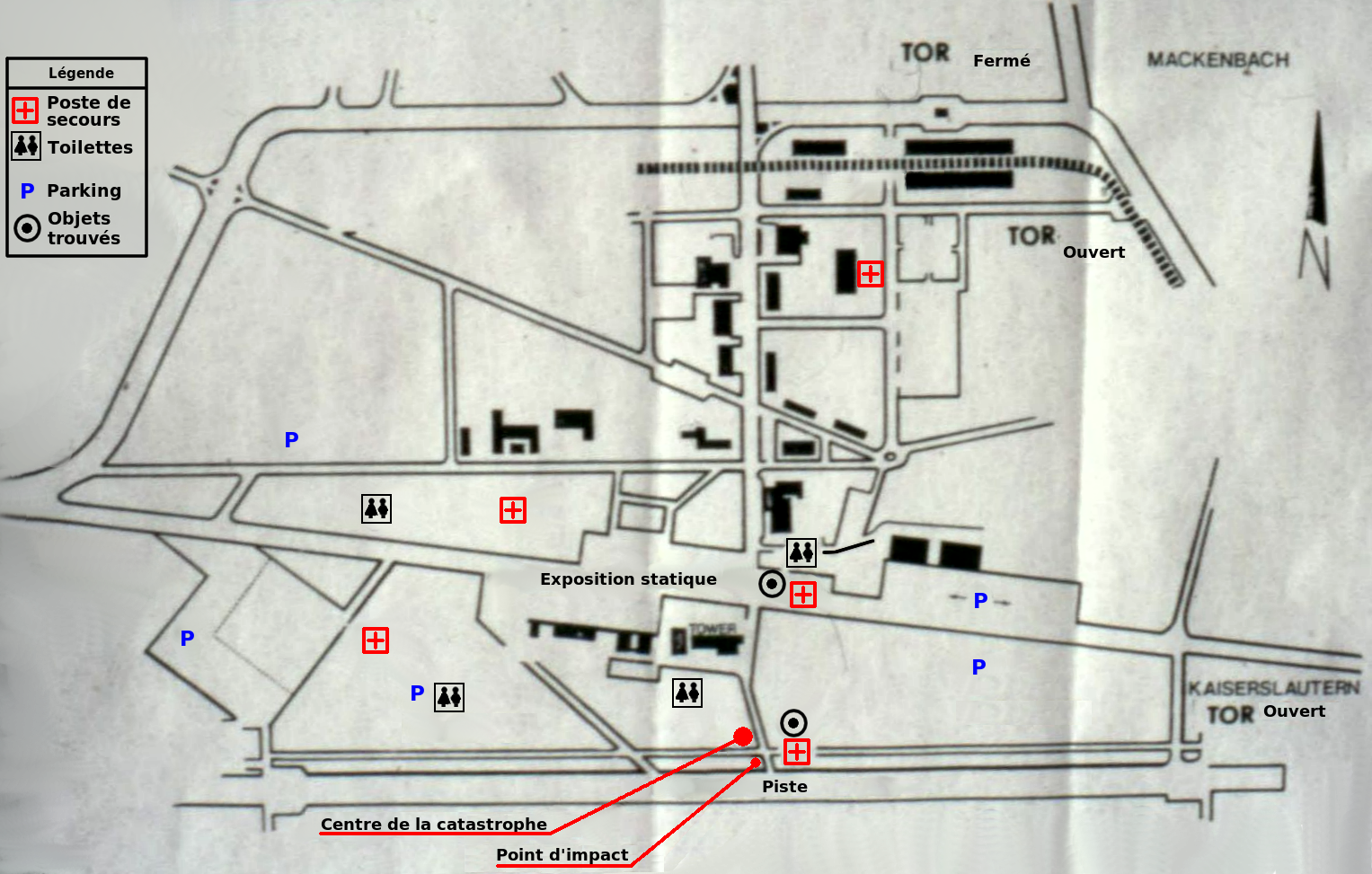
Mapa con detalles del accidente.

En lugar de atravesar la figura, el avión que debía hacerlo (Pony 10) llegó demasiado bajo y demasiado rápido al punto de cruce con los otros dos grupos (5 aviones por la izquierda y 4 por la derecha), que estaban cerrando la figura. El teniente coronel Nutarelli, piloto del "Pony 10" (el avión en solitario) fue incapaz de corregir su altitud o disminuir la velocidad y se estrelló con el avión líder (Pony 1) del grupo de la izquierda (derecha según su dirección), atravesando su parte posterior con el morro de su avión, como puede observarse en varias grabaciones del accidente. El avión "Pony 1", a los mandos del teniente coronel Mario Naldini comenzó a girar fuera de control y golpeó a otro avión de la formación (Pony 2, pilotado por el capitán Giorgio Alessio) antes de estrellarse en la pista. El tercer aparato implicado, "Pony 2" se estrelló también después del impacto.

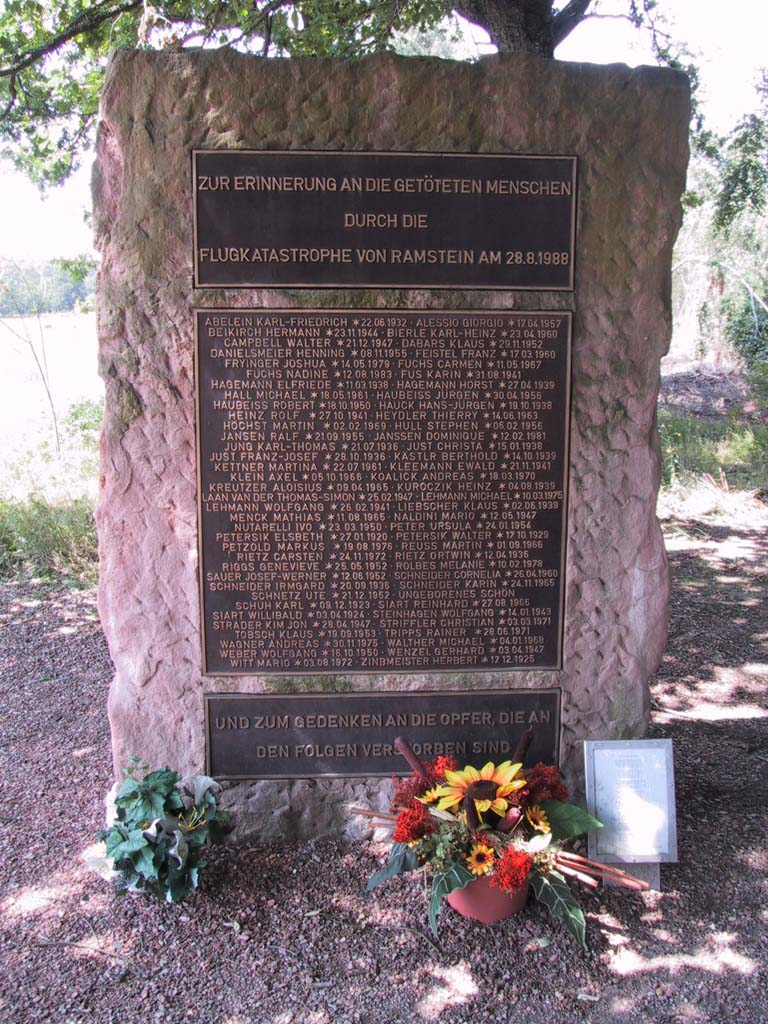
Placa en memoria a las víctimas del desastre.

El avión que inició el accidente, con la sección delantera destruida después de colisionar con Pony 1, continuó hacia los espectadores. El tren de aterrizaje bajó, y se ha sugerido que pudo ser un intento desesperado de Nutarelli para reducir la velocidad y evitar la colisión, pero no hay evidencias suficientes y el despliegue del tren pudo haber ocurrido por otros factores. El avión impactó en el suelo, delante de las gradas de espectadores, deslizándose en una bola de fuego antes de chocar con una camioneta de helados que se encontraba aparcada. El incidente duró menos de 10 segundos, lo que impidió a los espectadores hacer esfuerzos por huir. La baja altura con que concluía la maniobra (45 metros aproximadamente) contribuyó al escaso tiempo de reacción.
La investigación concluyó que una mejor coordinación y organización de los esfuerzos de los equipos de rescate hubiera podido prevenir algunas muertes. Las autoridades alemanas se propusieron evitar esos fallos realizando simulacros a gran escala incluyendo todos los servicios de emergencia.

## Cultura popular
En sus inicios, el grupo de música alemán Rammstein adoptó el nombre de «Tragedia Aérea de Ramstein» (Rammstein-Flugschau) y escribió una canción titulada de la misma forma llamada «Rammstein», la cual hace un resumen de todo lo que pasó en el accidente. Después de hacerse popular, la banda negó toda conexión de su nombre con el accidente.